# (316179) 2010 EN65
(316179) 2010 EN65 est une planète mineure considérée par le MPC comme centaure. Toutefois cet objet est un troyen de Neptune passant de la position du point de Lagrange L4 vers L5 en passant par L3.

## Caractéristiques
(316179) 2010 EN65 pourrait mesurer 200 km de diamètre, ce qui en fait un des plus gros troyens connus en co-orbite avec Neptune, un des coorbitaux de Neptune les plus lumineux avec le quasi-satellite (309239) 2007 RW10. Il serait en train de changer d'orbite en passant de centaure à troyen de Neptune, d'où son appellation de troyen sauteur.